# Liteau (architecture)
Pour les articles homonymes, voir Liteau.

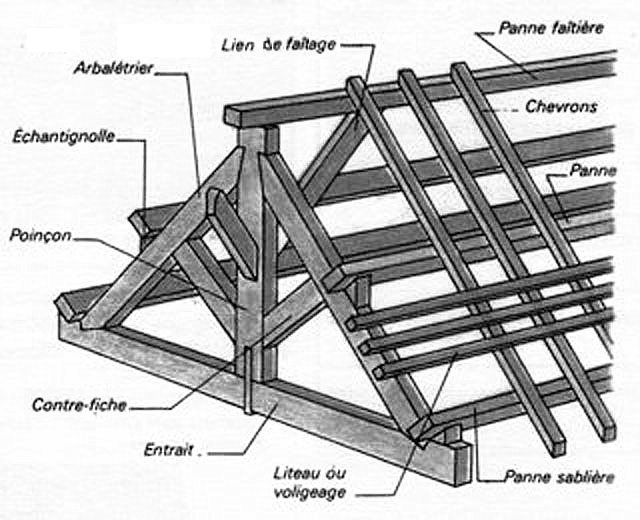
Vocabulaire de la charpente.

Un liteau est un produit rectangulaire du sciage du bois qui a une épaisseur entre 18 et 30 millimètres et une largeur entre 35 et 40 millimètres.
Il est cloué ou vissé sur les éléments composant la charpente (en général sur les chevrons) et est destiné à recevoir le ou les matériaux de couverture (exemple : couverture en ardoises non clouées sur volige mais accrochées par des crochets métalliques). L'ensemble des liteaux est appelé le lattis ou lattage.
Il se pose à un écartement régulier qui est défini par le type de couverture qu'il doit supporter, ainsi que par les contraintes architecturales. Cet écartement est appelé pureau.
Dans la terminologie en usage dans les métiers du bâtiment, il est classé parmi les éléments de couverture.
Il est traditionnellement mis en œuvre par le couvreur.

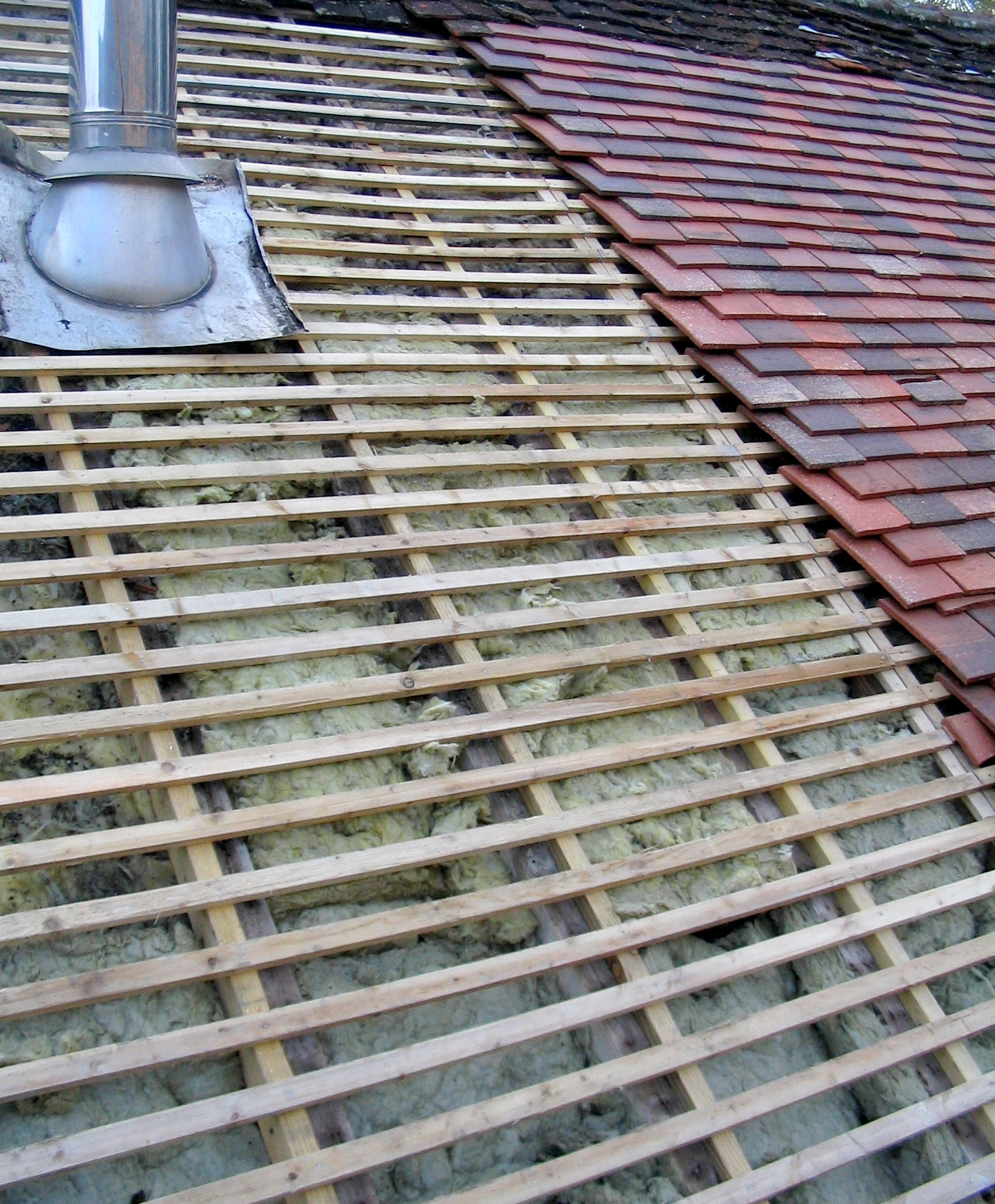
Remplacement des liteaux sur une toiture ancienne.
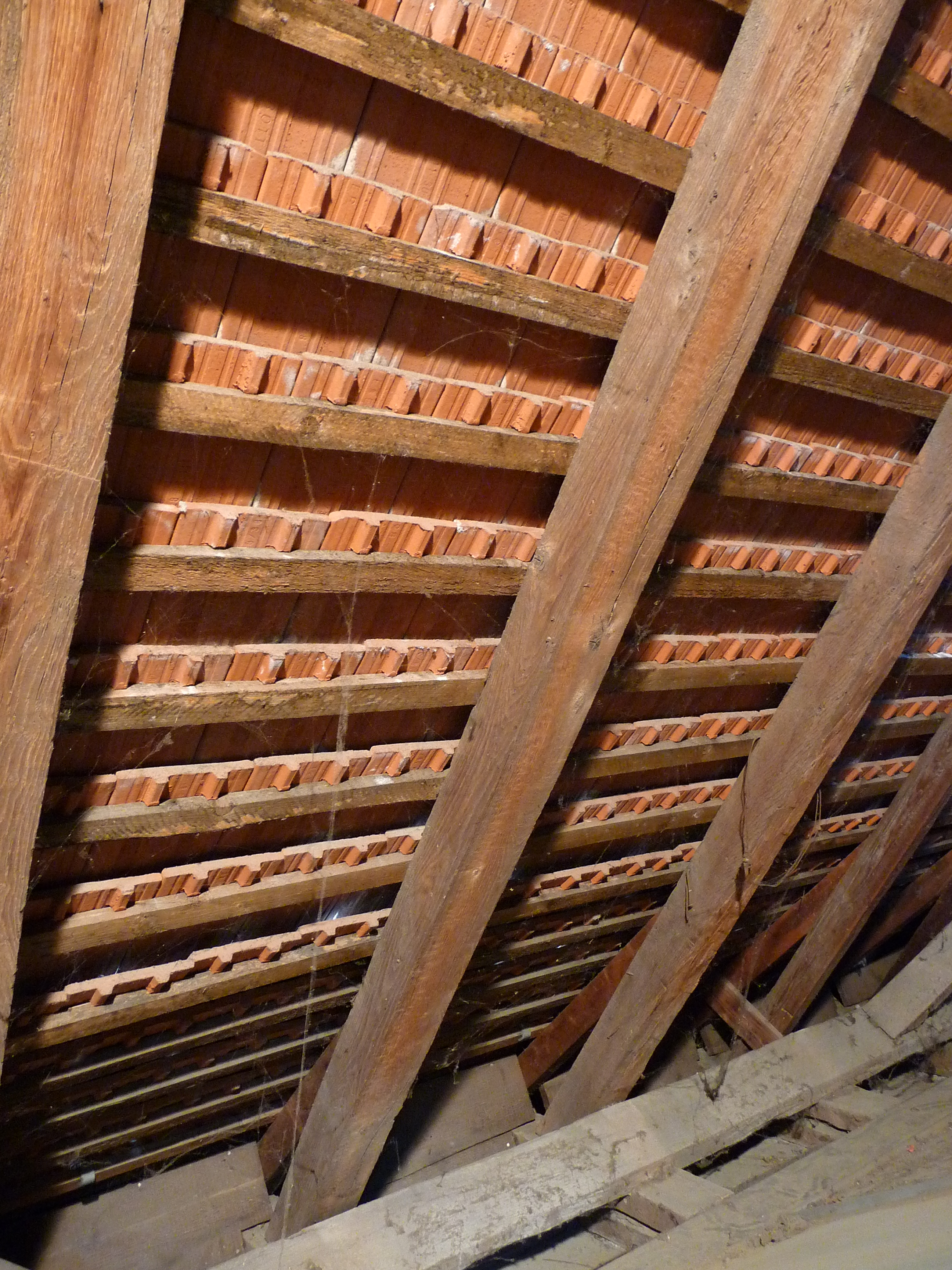
Vue intérieure des liteaux sous une toiture.